# Goetheschule (Greiz)

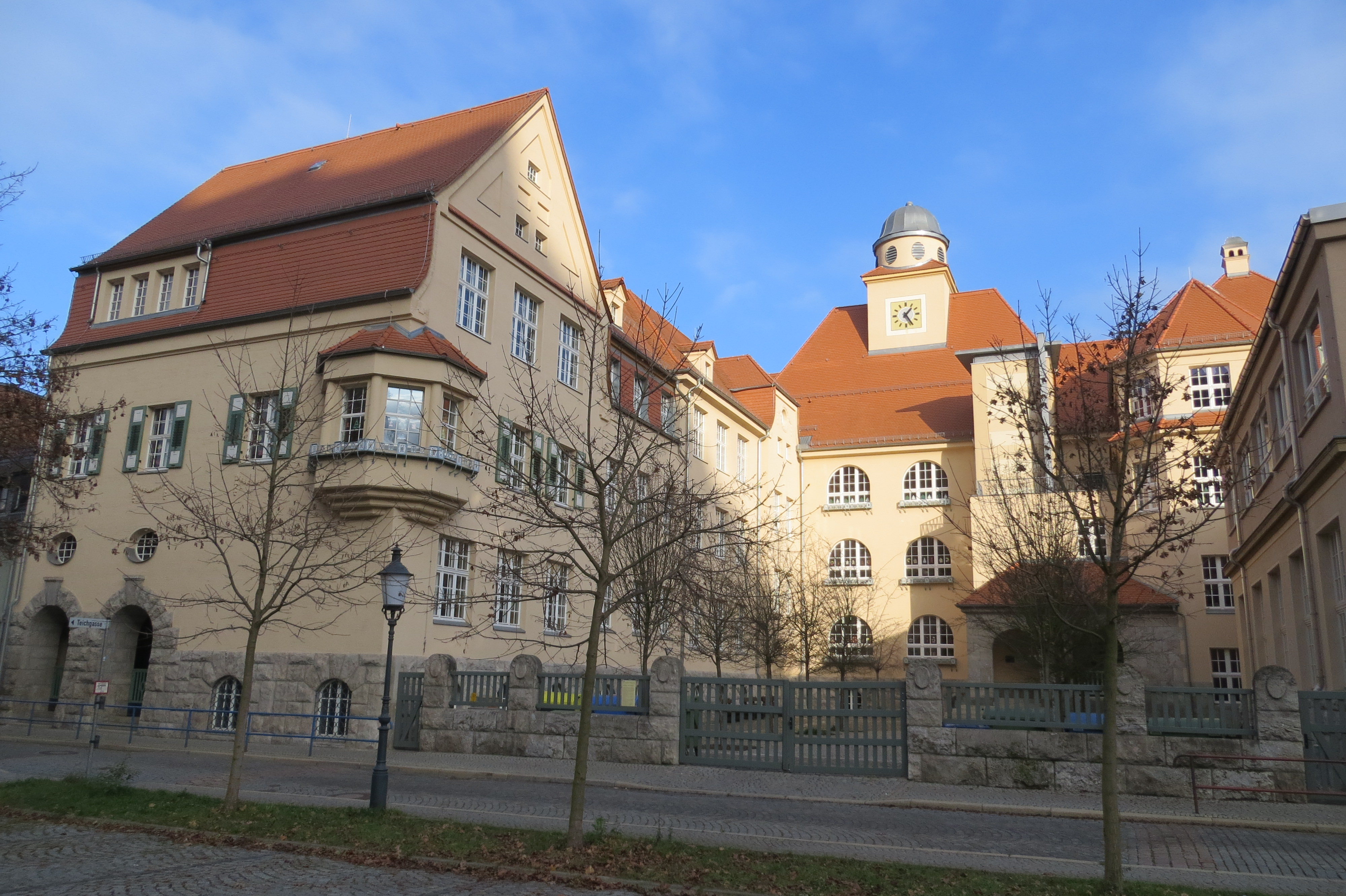
Goetheschule in Greiz

Die Goetheschule, seit 2007 Staatliche Grund- und Förderschule „Johann Wolfgang von Goethe“, in der thüringischen Stadt Greiz, Marienstraße 12/14, ist in einem 1905–1908 erbauten Schulgebäude untergebracht, das unter Denkmalschutz steht. Der Gebäudekomplex wurde von 2004 bis 2007 saniert, am 18. Juli 2007 wurde der letzte Bauabschnitt übergeben.

## Beschreibung
Das Schulgebäude besteht aus mehreren unterschiedlich geformten, in „malerischer“ Gruppierung zusammengefügten Baukörpern mit Walmdächern und Mansarddächern, die mit roten Biberschwanzziegeln gedeckt sind. Die zeittypische Reformarchitektur zeigt über einem Naturstein-Sockel hell angestrichene Putz-Fassaden. Das Walmdach des höchsten Bauteils wird von einem massiven Dachreiter bekrönt, der eine Turmuhr mit Glockenspiel besitzt. In den Treppenhäusern sind originale Holzeinbauten erhalten.
Um eine behindertengerechte Verbindung zwischen den Räumen und dem Schulhof zu schaffen, wurde bei der Sanierung ein Aufzug angebaut. An der Fassade sind Nistkästen angebracht.
Koordinaten: 50° 39′ 30,8″ N, 12° 11′ 54,3″ O